# StudioCanal
StudioCanal (conosciuta anche come Le Studio Canal+, Canal Plus, Canal + Distribution e Canal+ Image) è una casa di produzione e distribuzione cinematografica con sede in Francia che possiede il terzo catalogo di film più grande del mondo.
L'azienda è stata fondata nel 1988 da Pierre Lescure con lo scopo iniziale di lavorare su produzioni francesi ed europee. Nel 1997 StudioCanal ha iniziato l'acquisizione di altre case di produzione e dei cataloghi cinematografici di case di produzione sciolte.
In breve tempo StudioCanal ha co-prodotto film come U-571 (2000), Bully (2001), e Il diario di Bridget Jones (2001).
Oggi StudioCanal è una divisione di Vivendi SA e il suo catalogo comprende film della Carolco Pictures (Terminator 2 - Il giorno del giudizio, Rambo 2 - La vendetta, Basic Instinct, ecc.), della Embassy Pictures (Il laureato, Per favore, non toccate le vecchiette, 1997: Fuga da New York, ecc.), di Alexander Salkind (Supergirl - La ragazza d'acciaio), della EMI films (Highlander - l'ultimo immortale, Assassinio sul Nilo, ecc.) e dalla Lumiere Pictures (Il terzo uomo ecc.).
In Nord America, StudioCanal non possiede una unità di distribuzione propria ma si affida ad altri studi di produzione per distribuire i propri prodotti.

## Filmografia della allora Carolco Pictures

### 1970
- L'amico sconosciuto (The Silent Partner) (1978)

### 1980
- La casa di Mary (1982) (con Panaria e Almi Pictures)
- Rambo (1982) (con Orion Pictures)
- Rambo 2 - La vendetta (1985) (con TriStar Pictures)
- Angel Heart - Ascensore per l'inferno (1987) (con TriStar Pictures)
- Ricercati: ufficialmente morti (1987) (con TriStar Pictures)
- Nightflyers (1987)
- Il signore del male (1987) (Universal Pictures gestì la distribuzione in America e Canada, la Carolco distribuì il film in tutti gli altri paesi)
- Pound Puppies and the Legend of Big Paw (1988) (con TriStar Pictures, Atlantic/Kushner-Locke e The Maltese Companies)
- Rambo III (1988) (con TriStar Pictures)
- Danko (1988) (con TriStar Pictures)
- Iron Eagle II (1988) (con TriStar Pictures)
- Alterazione genetica (1988) (con Universal Pictures)
- Creatura degli abissi (1989) (con TriStar Pictures)
- Pathfinder (versione sottotitolata) (1989) (film norvegese)
- Food of the Gods II (1989)
- Sorvegliato speciale (1989) (con TriStar Pictures e White Eagle)
- Johnny il bello (1989) (con TriStar Pictures)
- Sotto shock (1989) (con Universal Pictures)
- Music Box - Prova d'accusa (1989) (con TriStar Pictures)

### 1990
- Le montagne della luna (1990) (con TriStar Pictures)
- Dangerous Passion (1990) (per la TV)
- Un amore violento (Shattered Dreams) (1990) (per la TV)
- Atto di forza (1990) (con TriStar Pictures)
- Air America (1990) (con TriStar Pictures)
- Allucinazione perversa (1990) (con TriStar Pictures)
- Narrow Margin (1990) (con TriStar Pictures)
- Riposseduta (1990) (con New Line Cinema e Seven Arts)
- Babies (1990) (per la TV)
- Amleto (1990) (con Warner Bros.)
- Pazzi a Beverly Hills (1991) (con TriStar Pictures)
- The Doors (1991) (con TriStar Pictures)
- The Dark Wind (1991) (con New Line Cinema e Seven Arts)
- Get Back (1991) (con New Line Cinema e Seven Arts)
- Terminator 2 - Il giorno del giudizio (1991) (con TriStar Pictures e Lightstorm Entertainment)
- Basic Instinct (1992) (con TriStar Pictures)
- Aces: Iron Eagle III (1992) (con New Line Cinema e Seven Arts)
- Mario and the Mob (1992) (per la TV) (con Warner Bros. Television)
- I nuovi eroi (1992) (con TriStar Pictures)
- Charlot (1992) (con TriStar Pictures)
- Cliffhanger - L'ultima sfida (1993) (con TriStar Pictures)
- Mona Must Die (1994)
- Wagons East! (1994) (con TriStar Pictures)
- Stargate (1994) (con Metro-Goldwyn-Mayer e Le Studio Canal+)
- Lupin III - La pietra della saggezza (1995) (con Streamline Pictures)
- Showgirls (1995) (con United Artists e Le Studio Canal+)
- L'ultimo cacciatore (1995) (con Savoy Pictures)
- Corsari (1995) (con Metro-Goldwyn-Mayer)